# NGC 6805
NGC 6805 é uma galáxia elíptica (E1) localizada na direcção da constelação de Sagittarius. Possui uma declinação de -37° 33' 14" e uma ascensão recta de 19 horas, 36 minutos e 45,8 segundos.
A galáxia NGC 6805 foi descoberta em 24 de Agosto de 1834 por John Herschel.